# Cutie Honey Emotional
『Cutie Honey Emotional』（キューティーハニー・エモーショナル）は、原作 永井豪とダイナミックプロによる人気アニメ・漫画作品「キューティーハニー」を脚本・演出 松多壱岱・主演 上西恵（如月ハニー役）にて制作された舞台作品。続編として『キューティーハニー The Live〜秋の文化祭〜』、『キューティーハニー CLIMAX』があり、これらについてもこちらに記載する。
舞台構成は歌・ダンス・アクション・映像（プロジェクションマッピング）が盛り込まれた実写でありながら2次元の世界観が楽しめる作品。（俗に言う2.5次元舞台）
舞台構成は演技パートとLIVEパートの2部構成

## 演目
1. 『Cutie Honey Emotional』（公演期間：2020年2月6日 - 9日 / 劇場：サンシャイン劇場）
2. 『キューティーハニー The Live〜秋の文化祭〜』（公演期間：2020年9月30日 - 10月4日 / 劇場：シアター1010）
3. 『キューティーハニー CLIMAX』（公演期間：2021年6月16日 - 20日 / 劇場：シアター1010）ただし、6月16日公演・6月17日12:00公演は新型コロナウィルス感染症の影響で中止[1]。

## 役名・出演者
キャスト①：Emotional、キャスト②：The Live〜秋の文化祭〜、キャスト③：CLIMAX、でのキャスト。
|                          | 役名                          | キャスト①    | キャスト②    | キャスト③    |
| ------------------------ | ----------------------------- | ------------ | ------------ | ------------ |
| ハニー                   | キューティーハニー/如月ハニー | 上西恵       | 上西恵       | 上西恵       |
| 新世代ハニー             | ジャンパーハニー/山縣さつき   | 佐藤日向     | 佐藤日向     | 佐藤日向     |
| 新世代ハニー             | スイーツハニー/天木弥生       | 西葉瑞希     | 西葉瑞希     | 西葉瑞希     |
| 新世代ハニー             | サイバーハニー/水無月乙女     | 鹿目凛       | 池松愛理     | 相澤瑠香     |
| 新世代ハニー             | ラブリーハニー/葉月マリー     | 平塚日菜     | 平塚日菜     | 行天優莉奈   |
| ブラック・アッシュハニー | ブラックハニー/神無月夢       | 吉川友       | 富田麻帆     | 松田彩希     |
| ブラック・アッシュハニー | アッシュハニー（アインス）    | 矢倉楓子     | 夏目愛海     | 小林弥生     |
| ブラック・アッシュハニー | アッシュハニー（ツヴァイ）    | 彩木咲良     | 白石まゆみ   | 白石まゆみ   |
| パンサークロー           | パンサーゾラ                  | 舞川みやこ   | 舞川みやこ   | 舞川みやこ   |
| パンサークロー           | シスタージル                  | 山崎紫生     | 山崎紫生     | 山崎紫生     |
| パンサークロー           | キャンディークロー            | 谷口祐美     | 立野沙紀     | 立野沙紀     |
| パンサークロー           | ジョーカ―クロー               | 樹亜美       | 樹亜美       | 樹亜美       |
| パンサークロー           | ハラジュククロー              | 鶴見萌       | 古賀成美     | 古賀成美     |
| パンサークロー           | メイドクロー                  | 長谷川里桃   | 長谷川里桃   | 長谷川里桃   |
| パンサークロー           | ピンキークロー                | 堀越せな     | 堀越せな     | 堀越せな     |
| 聖チャペル女学園         | 早見蒼                        | 生田輝       | 生田輝       | 生田輝       |
| 聖チャペル女学園         | 秋夏子                        | 宮崎理奈     | 宮崎理奈     | 宮崎理奈     |
| 聖チャペル女学園         | アルフォンヌ                  | 黒澤ゆりか   | 黒澤ゆりか   | 黒澤ゆりか   |
| 聖チャペル女学園         | 常似ミハル                    | 民本しょうこ | 民本しょうこ | 民本しょうこ |
| 聖チャペル女学園         | 大山直子                      | 大橋ミチ子   | 大橋ミチ子   | 大橋ミチ子   |
| 聖チャペル女学園         | 佐東あゆ子                    | 桃菜         | 桃菜         | 田辺留依     |
| 聖チャペル女学園         | 如月博士                      | 香音有希     | 香音有希     | 香音有希     |
| 聖チャペル女学園         | 氷川涼                        | -            | -            | 青木志貴     |
| 堕天使オノケリス         |                               |              |              |              |
| -                        | -                             | 成瀬瑛美     |              |              |
| アンサンブルキャスト     |                               |              |              |              |
| 安里唯                   |                               |              |              |              |
| 天野なつ子               |                               |              |              |              |
| 依東杏奈                 | 依東杏奈                      | -            |              |              |
| 高野美幸                 |                               |              |              |              |
| 花岡芽佳                 | AiRi                          | -            |              |              |
| 増本祥子                 |                               |              |              |              |
| 倭香                     |                               |              |              |              |
| 堀川恵利                 |                               |              |              |              |